# مارتین پاز
مارتین پاز (انگلیسی: Martin Paz) یک رمان کوتاه اثر ژول ورن فرانسوی است که در ۱۸۵۱ نوشته شد. این کتاب در ۱۸۵۲، منتشر گردید. متن این رمان برای انتشار در قالب کتاب مورد تجدید نظر قرار گرفت. ناشر این کتاب پیر-ژول اتزل نویسنده اهل فرانسه بود.
مارتین پاز داستانی تاریخی دربارهٔ جنگ‌ها و برخوردهای سرخ پوستها و دورگه‌های پرونی و اسپانیولی بود.